# 19. etape af Tour de France 2012
Nittende etape af Tour de France 2012 var en 53,5 km lang enkeltstart. Den blev kørt lørdag den 21. juli fra Bonneval til Chartres. Enkeltstarten blev vundet af Bradley Wiggins og sikrede sig dermed den samlede sejr i Tour de France 2012.
- Etape: 19. etape
- Dato: 21. juli
- Længde: 53,5 km
- Gennemsnitshastighed: 49,987 km/t

## Mellemtider

### 1. mellemtid, Mézières-au-Perche, 14 km
|    | Navn                  | Land           | Hold                    | Tid    |
| -- | --------------------- | -------------- | ----------------------- | ------ |
| 1  | Bradley Wiggins       | Storbritannien | Team Sky                | 16.49  |
| 2  | Chris Froome          | Storbritannien | Team Sky                | + 0.12 |
| 3  | Tejay van Garderen    | USA            | BMC Racing Team         | + 0.35 |
| 4  | Luis León Sánchez     | Spanien        | Rabobank                | + 0.38 |
| 5  | Peter Velits          | Slovakiet      | Omega Pharma-Quick Step | + 0.39 |
| 6  | Patrick Gretsch       | Tyskland       | Argos-Shimano           | + 0.41 |
| 7  | Vincenzo Nibali       | Italien        | Liquigas–Cannondale     | + 0.41 |
| 8  | Andreas Klöden        | Tyskland       | RadioShack-Nissan-Trek  | + 0.51 |
| 9  | David Zabriskie       | USA            | Garmin-Sharp            | + 0.53 |
| 10 | Vasil Kiryjenka       | Hviderusland   | Movistar Team           | + 0.55 |
| 11 | Richie Porte          | Australien     | Team Sky                | + 0.55 |
| 12 | Jérémy Roy            | Frankrig       | FDJ-BigMat              | + 0.57 |
| 13 | Rein Taaramäe         | Estland        | Cofidis                 | + 0.58 |
| 14 | Denis Mensjov         | Rusland        | Team Katusha            | + 1.00 |
| 15 | Jurgen Van Den Broeck | Belgien        | Lotto-Belisol           | + 1.01 |

### 2. mellemtid, Bailleau-le-Pin, 30,5 km
|    | Navn                  | Land           | Hold                    | Tid    |
| -- | --------------------- | -------------- | ----------------------- | ------ |
| 1  | Bradley Wiggins       | Storbritannien | Team Sky                | 36.41  |
| 2  | Chris Froome          | Storbritannien | Team Sky                | + 0.54 |
| 3  | Luis León Sánchez     | Spanien        | Rabobank                | + 0.58 |
| 4  | Patrick Gretsch       | Tyskland       | Argos-Shimano           | + 1.14 |
| 5  | Peter Velits          | Slovakiet      | Omega Pharma-Quick Step | + 1.16 |
| 6  | Tejay van Garderen    | USA            | BMC Racing Team         | + 1.22 |
| 7  | Vasil Kiryjenka       | Hviderusland   | Movistar Team           | + 1.29 |
| 8  | Richie Porte          | Australien     | Team Sky                | + 1.41 |
| 9  | Matthieu Sprick       | Frankrig       | Argos-Shimano           | + 1.47 |
| 10 | Rein Taaramäe         | Estland        | Cofidis                 | + 1.49 |
| 11 | David Zabriskie       | USA            | Garmin-Sharp            | + 1.50 |
| 12 | Jérémy Roy            | Frankrig       | FDJ-BigMat              | + 1.52 |
| 13 | Denis Mensjov         | Rusland        | Team Katusha            | + 1.57 |
| 14 | Christian Vande Velde | USA            | Garmin-Sharp            | + 1.58 |
| 15 | Vincenzo Nibali       | Italien        | Liquigas–Cannondale     | + 2.01 |

## Resultatliste
|    | Navn               | Land           | Hold                    | Tid     |
| -- | ------------------ | -------------- | ----------------------- | ------- |
| 1  | Bradley Wiggins    | Storbritannien | Team Sky                | 1:04.13 |
| 2  | Chris Froome       | Storbritannien | Team Sky                | + 1.16  |
| 3  | Luis León Sánchez  | Spanien        | Rabobank                | + 1.50  |
| 4  | Peter Velits       | Slovakiet      | Omega Pharma-Quick Step | + 2.02  |
| 5  | Richie Porte       | Australien     | Team Sky                | + 2.25  |
| 6  | Patrick Gretsch    | Tyskland       | Argos-Shimano           | + 2.28  |
| 7  | Tejay van Garderen | USA            | BMC Racing Team         | + 2.34  |
| 8  | Vasil Kiryjenka    | Hviderusland   | Movistar Team           | + 2.46  |
| 9  | Rein Taaramäe      | Estland        | Cofidis                 | + 2.50  |
| 10 | Jérémy Roy         | Frankrig       | FDJ-BigMat              | + 3.05  |
| 11 | David Zabriskie    | USA            | Garmin-Sharp            | + 3.12  |
| 12 | Matthieu Sprick    | Frankrig       | Argos-Shimano           | + 3.20  |
| 13 | Rubén Plaza        | Spanien        | Movistar Team           | + 3.24  |
| 14 | Daniel Oss         | Italien        | Liquigas–Cannondale     | + 3.27  |
| 15 | Anthony Roux       | Frankrig       | FDJ-BigMat              | + 3.34  |

## Galleri
- 1. Bradley Wiggins
- 2. Chris Froome
- 3. Luis León Sánchez

## Ekstern henvisning
- Etapeside Arkiveret 15. juni 2012 hos  Wayback Machine på Letour.fr Arkiveret 28. februar 2011 hos  Wayback Machine (fransk) (engelsk)

- Wikimedia Commons har flere filer relateret til 19. etape af Tour de France 2012